# Église Saint-Martial de Lioux-les-Monges
Pour les articles homonymes, voir Église Saint-Martial.
L'église Saint-Martial est une église située à Lioux-les-Monges, dans le département français de la Creuse en France. Construite au XIIe siècle, elle est inscrite au titre des monuments historiques en 1969.

## Localisation
L'église est située sur la commune de Lioux-les-Monges dans le département français de la Creuse en région Nouvelle-Aquitaine.

## Historique
L'église a été construite au XIIe siècle.
L'édifice est inscrit au titre des monuments historiques en 1969.

## Description

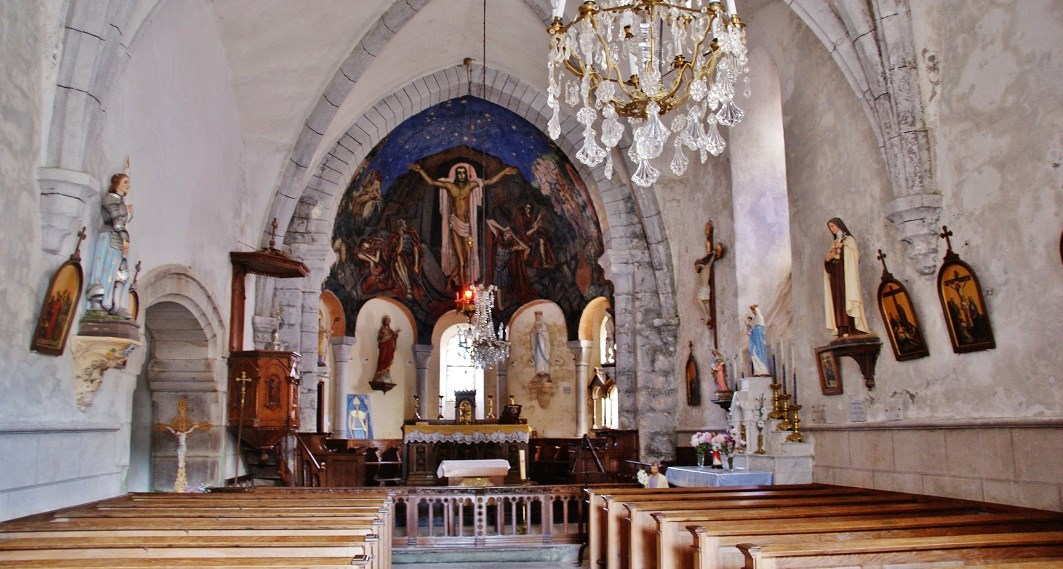
Intérieur de l'église.
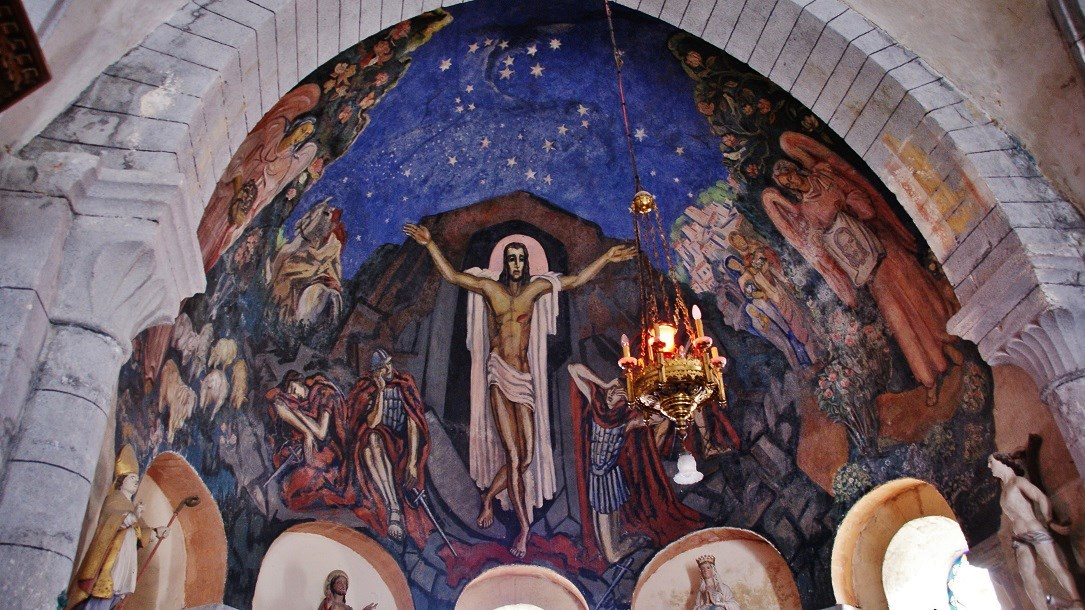
Détail.